# Honda Center

Honda Center är en inomhusarena för ishockey i Anaheim i Kalifornien i USA. Arenan är hemmaarena för Anaheim Ducks, och i några matcher om året även för Los Angeles Kings, som spelar i National Hockey League (NHL). Arenan hette tidigare Arrowhead Pond of Anaheim.